# Palatul Patriarhal din Veneția

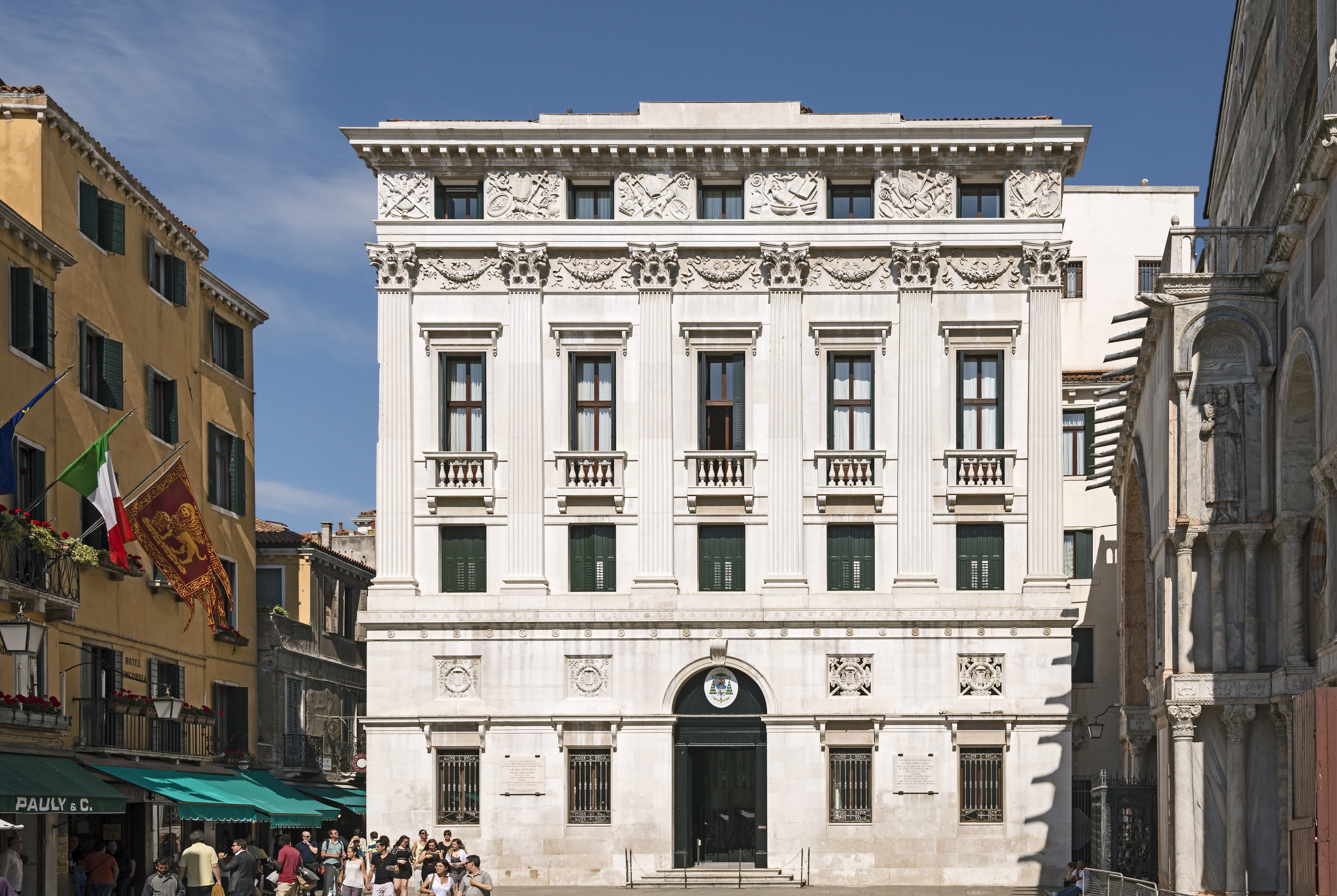
Faţada Palatului Patriarhal şi Piazzetta dei Leoncini

Palatul Patriarhal din Veneția este sediul curiei diecezane a Patriarhiei Veneției. Este situat în Piața San Marco, alături de Bazilica San Marco, și are vedere la Piazzetta dei Leoncini.

## Istoric
Inițial clădirea, împreună cu bazilica, făcea parte din complexul Palatului Ducal. Palatul, conectat la apartamentele dogilor printr-un pasaj ce trecea prin spatele absidei bazilicii, a fost construit în secolul al XVII-lea de către Monopola pentru a găzdui o nouă sală de banchete, destinată recepțiilor Signoriei și a Senatului din Veneția.
După desființarea Republicii Venețiene (1797) și transformarea Bazilicii San Marco în catedrală patriarhală (1807), această clădire a fost aleasă ca noul sediu al curiei. Lucrările de modernizare, inițiate în 1837 după proiectul lui Lorenzo Santi, au permis transferarea aici în 1840 a birourilor Curiei Patriarhale; lucrările au fost finalizate în 1870, odată cu inaugurarea noii fațade.

## Vechiul palat patriarhal din Castello
Înainte de mutarea curiei în San Marco, Palatul Patriarhal se afla lângă catedrala San Pietro din Castello, cu vedere la campo-ul omonim. Abandonat în favoarea noului sediu, vechiul palat, odată sediul episcopului de Castello, a căzut curând în ruină.